# Christie Sides
Christie Sides (ur. 17 stycznia 1977 w Baton Rouge) – amerykańska koszykarka uczelniana, na następnie trenerka koszykarska, od 2023 trenerka Indiany Fever, w WNBA.
W 1995 została wybrana najlepszą koszykarką szkół średnich stanu Luizjana (Louisiana Gatorade Player of the Year). W tym samym roku zdobyła też mistrzostwo stanu.

## Osiągnięcia
Na podstawie, o ile nie zaznaczono inaczej.

### Zawodnicze
NCAA
- Uczestniczka rozgrywek:
  - NCAA Final Four (1999)
  - Elite 8 turnieju NCAA (1999, 2000)
  - turnieju NCAA (1996, 1999, 2000)
- Mistrzyni:
  - turnieju konferencji Sun Belt (1999, 2000)
  - sezonu regularnego Sun Belt (1999, 2000)

### Trenerskie

#### Asystentka
Drużynowe
- Mistrzostwo:
  - Euroligi (2009, 2010)
  - turnieju konferencji Western Athletic NCAA (WAC – 2003, 2004)
  - sezonu regularnego konferencji NCAA:
    - WAC (2003, 2004)
    - Southeastern (SEC – 2005, 2006)
- Wicemistrzostwo:
  - WNBA (2014)
  - Euroligi (2011)
  - Rosji (2009–2013)
- Superpuchar Europy FIBA (2009, 2010)
- NCAA Final Tour (2005–2007)
- NCAA Sweet 16 (2003–2007)
- Final Pucharu Rosji (2009, 2010, 2013)

Indywidualne
- Asystentka trenera podczas WNBA All-Star Game (2015)